# Zemský okres Ebersberg
Zemský okres Ebersberg (německy Landkreis Ebersberg) je zemský okres v německé spolkové zemi Bavorsko, ve vládním obvodu Horní Bavorsko. Sídlem správy zemského okresu je město Ebersberg. Má přibližně 96 tisíc obyvatel. 

## Města a obce
| Města: 1. Ebersberg 2. Grafing bei München | Obce: 1. Anzing 2. Aßling 3. Baiern 4. Bruck 5. Egmating 6. Emmering 7. Forstinning 8. Frauenneuharting 9. Glonn 10. Hohenlinden 11. Kirchseeon 12. Markt Schwaben 13. Moosach 14. Oberpframmern 15. Pliening 16. Poing 17. Steinhöring 18. Vaterstetten 19. Zorneding |

nezařazená území: Anzinger Forst, Ebersberger Forst, Eglhartinger Forst